# Huanca
Huanca (del quítxua wanka, "pedra", amb relació a un ídol que es trobava en el que avui és la plaça Huamanmarca a Huancayo) és el nom d'un grup humà que es va conèixer des del període dels Estats Regionals i Organitzacions Tribals en els anys 1000 - 1460 dC la capital dels quals se situava en l'actual districte de Tunanmarca a la Província de Jauja i que habitava el territori de les actuals províncies de Jauja, Concepción, Huancayo i Chupaca. Va ser un poble guerrer, l'economia del qual va estar basada en l'agricultura. En aquesta, es van dedicar a la sembra i collita de blat de moro, papes i altres productes agrícoles, i en la ramaderia es van dedicar a cura de llames en la puna. La majoria de la població radicava a la Valle de Jatunmayo o Valle de Huancamayo, anomenat des de 1782 com a Vall del Mantaro.

## Origen
Estudis arqueològics van plantejar que l'origen dels primers grups que van poblar la regió dels wankas va ser a la regió selvàtica, desplaçant-se des d'algun lloc nord-oriental cap al sud de la serra central del Perú. Des de Huánuco (Huargo i Lauricocha) prosseguint per Pasco, Junín i Huancavelica; deixant evidències en Parimachay, Curimachay i Pachamachay en Ondores, Junín i que daten aproximadament de 9850 a.C. (Rick i Matos 1976, Hurtado de Medoza 1979). El seu desplaçament es va projectar des de la selva central cap a la Vall del Mantaro. A l'àrea de Jauja, estudis evidencien ocupacions de pobladors entre valls rocoses de Tutanya i Helena Puquio a *achacayo i Canchayllo tots dos en el Districte de Canchayllo (Oreficso i Mota 1984; Mallma 2002). A Huancayo i Chupaca també es van trobar evidències en abrics rocosos de Tschopik o Callavallauri (Tschopik 1948; Fung 1959; Kaulicke 1994). La presència de material lític, en turons com San Juan Pota e Jauja, com esquirles, lasques, nuclis i performes van portar a plantejaments d'esquemes cronològics per investigadors com Matos i Parsons (1979), David Browman (1970), Catherine LeBlanc (1980) i Christine Hastorf (1986). En alguns casos en ceràmica van deixar evidències que van permetre plantejar esquemes cronològics. Posteriorment, aquests llocs van albergar a societats agro-terrissaires dels quals va sorgir la societat pre-wanka.

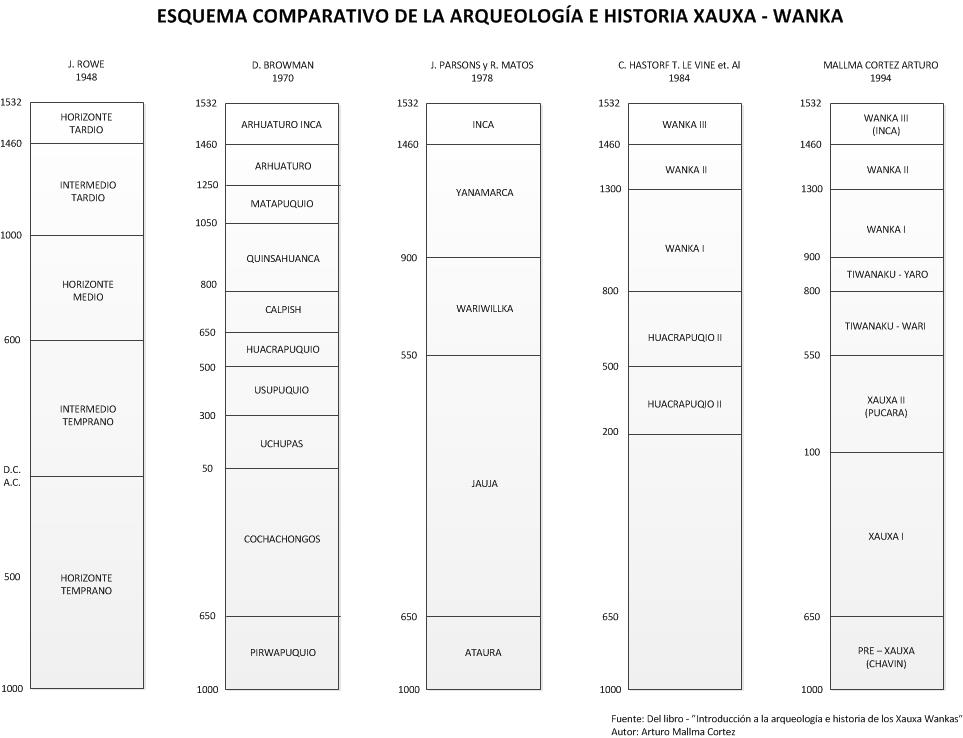
Esquema comparatiu de l'arqueologia i història xauxa - wanka, per l'antropòleg Arturo Mallma Cortez.

El Dr. Ramiro Matos Mendieta considera que la població a la Vall del Mantaro no és major al Formatiu Mitjà: 
| «                                                                                              | ... "la primera ocupació va ser una societat organitzada agro-terrissaire esdevinguda al voltant dels 800 a. C. amb la fundació de la primera i únic llogaret Chavín d'Ataura - Jauja. Un lloc estratègicament situat en l'extrem nord de la vall; gairebé en l'accés de la Vall del Mantaro per la ruta del nord". | » |
| — abstracción de: "Primeras sociedades sedentarias del Mantaro", Matos Mendieta, Ramiro (1978) | |   |

A Jauja es constitueixen assentaments matrius des d'on es difonen els xauxes i posteriorment els Wanka. És a Jauja on fins a l'actualitat es troben majorment restes arqueològiques que daten des del pre-ceràmic, formatiu, horitzó primerenc, intermedi primerenc. A l'Horitzó Mitjà sofriran pressions foranes de grups provinents de l'altiplà del sud com Tiahuanaco i posteriorment es produirà la migració dels yaros, avui dia situada a la Província de Yarowilca.

## L'home a la vall del Mantaro
Els primers pobladors que van ocupar el Vall del Mantaro, possiblement van procedir de les zones altoandines, de les quals van descendir seguint el curs dels seus afluents. En els refugis naturals del riu Cunas, al districte de Chupaca, hi ha vestigis de l'existència d'una societat caçadora nòmada l'economia de la qual estava basada en la recol·lecció de fruits silvestres i en la caça de camèlids andins. Segons les evidències trobades, la vida humana a la Vall del Mantaro té almenys 10 mil anys d'antiguitat.
Aquests primers pobladors, caçadors i recol·lectors, amb el córrer del temps van experimentar la domesticació de les plantes, és a dir, van descobrir l'agricultura. En trobar aquesta valuosa font de recursos l'home es va tornar sedentari i va abandonar les coves per a construir albergs de pedra, donant origen als primers llogarets, de les quals existeixen en tota la vall, nombroses restes amb una antiguitat de 3 mil anys.
L'home de Junín, a poc a poc, va anar perfeccionant les seves eines de pedra, no sols per a la caça de camèlids (dels quals va extreure carn per a alimentar-se, pell per a cobrir-se i ossos per als seus usos), sinó per a iniciar l'agricultura i la domesticació de plantes.

## Època preincaica
Amb aquests fets, en la història de l'home en la sierra central del Perú finalitza el període preceràmic i comença una altra etapa en la qual apareix la ceràmica i després el sorgiment dels llogarets. Apareixen, així mateix, les primeres pràctiques d'una religió màgica.
Per aquells temps, fa aproximadament uns 3500 anys, es produeix l'expansió de la cultura Chavín a la Sierra Oriental, i s'adverteix la seva influència en les diverses zones de la Vall del Mantaro. Les últimes recerques han trobat importants testimoniatges de la presència de la cultura Chavín a Ataura (Jauja) i a San Blas, districte d'Ondores, Junín. Cap a 1300 a.C apareixen els primers brots de ceràmiques a la Sierra Central d'estil chavinoide i s'inicia el que es denomina l'horitzó primerenc.
El procés continua segle rere segle, amb el transcurs del temps els llogarets que van rebre influència de Chavin entren en decadència i els pobladors reafirmen la seva individualitat i s'independitzen del seu predomini cultural. Apareixen llavors influències d'altres societats com la de Tiahuanaco i Huari.

## Annexió al Tahuantinsuyu
Cap a l'any 1460, les tropes incaiques van arribar a la Vall del Mantaro. Els cusquenys van donar dues opcions a triar als huancas, el lliurament i rendició pacífica de la seva regió o la conquesta a través de les armes. Els curaca i altres líders huanca van repudiar les forces imperials incaiques es van resistir tenaçment a les tropes del Cusco. Tot i que foren annexats a l'imperi inca, van continuar mantenint els seus privilegis.

## Aliança hispano-xauxa
En tenir notícies sobre l'arribada d'uns estrangers al nord de l'Imperi i que aquests havien derrotat i capturat l'inca Atahualpa, els huancas no van dubtar a aliar-se amb els espanyols. Després de l'execució d'Atahualpa a Cajamarca, els huanca van proveir als espanyols amb menjar i suport militar. Van ser aquests juntament amb els chanka, chachapoyas, huaylas i cañaris els pobles més fidels i acèrrims aliats dels conqueridors. Els huanca van participar amb el bàndol espanyol en la presa del Cuzco i de les següents batalles contra els rebels de Cusco de Vilcabamba.
Durant el Virregnat, els huanca van ser reconeguts per la Corona d'Espanya per la seva ajuda en la lluita contra els inques. Felip II va atorgar un blasó als huanca en senyal de la unió entre totes dues nacions. Els curaca i la noblesa huanca van recuperar els seus privilegis i el govern espanyol mitjançant Reial Cèdula va prohibir l'establiment de latifundis en territori huanca.

## Divisió política
El regne Huanca va estar dividit en quatre grans parcialitats: xauxa (shawsha), a la regió actual de Jauja; Lurinhuanca, a San Jerónimo; Ananhuanca, a la zona de Sicaya i Chuncos a l'actual Chongos Bajo. Cadascuna d'aquestes estava governada per un cabdill poderós que tenia poder de decisió en els conflictes entre les parcialitats. Els cabdills tenien senyoriu sobre els individus i materials i objectes domèstics que pertanyien a l'ayllu. Repartien la terra als nounats i recuperaven les dels difunts. Vigilaven obres i cultius. El càrrec era hereditari i tenien una sola dona. Tot el regne va estar governant per un jatuncuraca, de caràcter hereditari i poders omnímodes.

## La capital i les poblacions
En el regne huanca els habitants es concentraven en centres poblats anomenats llacta. Estaven construïdes en llocs elevats i gairebé inaccessibles. En l'actualitat hi ha al llarg de la vall restes de 20 llacta i més de vuitanta centres d'emmagatzematge d'aliments anomenats colca. La capital del regne va ser una gran urbs anomenada Siquillapucara, coneguda en l'actualitat amb el nom de Tunanmarca, en l'actual ciutat de Jauja. Va ser una ciutat fortificada de més de 2 quilòmetres d'ample i més de mitjà de llarg. Les seves cases de pedra i fang eren de tipus circular d'un sol pis amb sostre de palla, encara que existeixen algunes amb sostre voltat amb llesques de pedra. Cada habitació era un habitatge per a una família.

## Religió
Els huancas van reconèixer com a lloc d'origen o pacarina a la font de Huarivilca, a sis quilòmetres de Huancayo, i com a suprem creador a Apu Con Ticsi Viracocha Pachayachachi, a qui oferien sacrificis de bestiar, cuyes i presentaven ofrenes d'or i plata. Viracocha va ser un déu universal del món andí, però els huanca van tenir a dos déus nacionals propis que van ser Huallallo Carhuancho i Pariacaca, al qual també oferien sacrificis. Els huanca creien en la immortalitat de l'ànima, raó per la qual momificaren als morts. Els embolicaven en pells de llama, els cosien i els donaven figures humanes i els enterraven a les seves cases.
Després de l'arribada dels espanyols a la vall del Mantaro, i amb la dissolució de l'anomenada cultura huanca, els pobladors de la zona, igual que en gran part del Perú, van adoptar el cristianisme catòlic com la seva religió.

## Organització social
Existeixen molt poques evidències de l'organització social dels huanca, encara que aquestes poques petjades assenyalen que es va tractar d'una societat el desenvolupament de la qual es basava en el patriarcat i el treball col·lectiu. Cada ayllu estava regit per un cap que rebia suport i consell dels ancians. Com la labor principal era l'agricultura, els ayllus participaven mancomunadament en la sembra i collita i construcció de colcas per a les reserves d'aliments, sobretot grans i papes. Per a la defensa de la integritat territorial també intervenien els ayllus de les diverses parcialitats en la construcció de les seves fortaleses. La mateixa col·laboració es donava en la pràctica dels oficis religiosos i en la presentació de sacrificis i ofrenes.

## Economia
A més de l'agricultura i la ramaderia, els huancas van practicar el comerç amb els regnes veïns i van avançar fins a la costa. El principal intercanvi va ser amb els tarumas i els chincha d'on s'aprovisionaven de sal. Els productes utilitzats per a la barata eren blat de moro, charqui, llana, coca. Portaven també els seus productes fins a la selva per a proveir-se de ají, cotó i condiments.

## Cultura
Els huanca van ser molt pobres en les seves manifestacions culturals. La ceràmica de rústic acabat i monocroma, era més de caràcter utilitari que artístic. Per a les cerimònies religioses utilitzaven atuells petits a manera de joguina. Van tenir instruments musicals d'argila, però el peculiar del regne era una espècie de corneta feta del crani dels gossos, animal al qual guardaven especial estima per als seus ritus. La música d'aquests cranis era melodiosa i en les guerres tocaven amb baluern, per a produir terror en els seus enemics. La llengua va ser un dialecte del runashimi que encara es continua parlant en alguns poblats.